# 古前田充
古前田 充（こまえだ みつる、1950年4月14日 - ）は、岩手県盛岡市出身の元サッカー選手（MF）・サッカー指導者（JFA 公認S級コーチ）。

## 経歴・人物
遠野高校、大阪商業大学を経て、1973年にJSLの藤和不動産へ入部。今井敬三と共にフジタの守備の中心選手で、JSLベストイレブンに5度（1976年-1977年, 1979年-1981年）も選出され、1977年にはセイハン比嘉と共に7アシストでJSLアシスト王を獲得。3度のJSL1部優勝（1977年, 1979年, 1981年）と2度の天皇杯制覇（1977年, 1979年）に貢献したほか、日本代表にも選出。ムルデカ大会・キリンカップ・ヨーロッパ遠征に出場し、国際Aマッチでは2試合2得点を記録。現役時代の愛称は「将軍」で、長髪をたなびかせていた。1982年引退。
引退後はフジタでコーチ（1983年 - 1989年）を務め、上田栄治コーチと共に2度の天皇杯準優勝（1985年, 1987年）に貢献し、チーム名が「フジタSC」となった1990年からは監督に就任。1991年にはニカノール・デ・カルバーリョがヘッドコーチに就任して二頭体制となったが、実際にはニカノールが監督としての役割を担った。1993年からはクラブが湘南ベルマーレとなり、チーム名が「ベルマーレ平塚」となった1994年にはJリーグに昇格。ニカノールとのコンビで超攻撃的サッカーを標榜したが、サントリーシリーズは守備の破綻で全クラブ最多の54失点を喫して12チーム中11位に沈む。NICOSシリーズではそれまで左サイドバックを務めていた岩本輝雄をオフェンシブハーフに再コンバートし、左サイドバックに公文裕明を起用。これが功を奏し、得点が全クラブ最多タイの48、失点が全クラブ最少タイの26と攻守共に安定。ヴェルディ川崎と1勝差の2位に躍進し、「湘南の暴れん坊」や「ベルマーレ旋風」と言われた。天皇杯は決勝でC大阪を破って初優勝を飾り、田坂和昭が新人王、ベッチーニョと名塚善寛がベストイレブンを受賞。
監督として手腕を発揮したほか、Jリーグ12チーム中11チームのオファーがあった韮崎高校の中田英寿を試合で視察し、試合後に「見させてもらった」と声をかけた。古前田は「今日はあまり調子がよくなかったです」と返してきた中田の表情を今でも忘れることはないが、当時スカウトの間では選手に直接声をかけるのは「ルール違反」とされ、批判も浴びた。以後は話すことはなかったが、中田はベルマーレを選択した。中田が入団した1995年はシモン加入後のニカノールによる中盤の底に3人のMFを置くスリーボランチを採用し、サントリーシリーズは全クラブ最多の60得点を挙げて7位とまずまずの成績を残したが、NICOSシリーズは一転不振に陥る。8月末にニカノールが解任されると、第18節限りで古前田も辞任。1996年からはフロント入りしチーム統括部長となっていたが、1999年セカンドステージから監督に復帰。J1残留を目指したが果たせずシーズン限りで辞任し、その後はフロントに戻る。取締役強化部長や取締役ホームタウン推進室室長を務めたが、2000年限りで退団。
2001年からはYKKのコーチに就任し、2003年には監督を務めた。2006年からは苫小牧駒澤大学監督。
2018年12月に開催された湘南の50周年記念試合に参加。2021年度より遠野中サッカー部の指導をしている。

## 所属クラブ
- 1966年 - 1968年 岩手県立遠野高等学校
- 1969年 - 1972年 大阪商業大学
- 1973年 - 1982年 藤和不動産/フジタ工業

### 個人成績
| 国内大会個人成績 | 国内大会個人成績 | 国内大会個人成績 | 国内大会個人成績 | 国内大会個人成績 | 国内大会個人成績           | 国内大会個人成績 | 国内大会個人成績 | 国内大会個人成績 | 国内大会個人成績 | 国内大会個人成績 | 国内大会個人成績 |
| 年度             | クラブ           | 背番号           | リーグ           | リーグ戦         | リーグ戦                   | リーグ杯         | リーグ杯         | オープン杯       | オープン杯       | 期間通算         | 期間通算         |
| 年度             | クラブ           | 背番号           | リーグ           | 出場             | 得点                       | 出場             | 得点             | 出場             | 得点             | 出場             | 得点             |
| 日本             | 日本             | 日本             | 日本             | リーグ戦         | リーグ戦                   | JSL杯            | JSL杯            | 天皇杯           | 天皇杯           | 期間通算         | 期間通算         |
| ---------------- | ---------------- | ---------------- | ---------------- | ---------------- | -------------------------- | ---------------- | ---------------- | ---------------- | ---------------- | ---------------- | ---------------- |
| 1973             | 藤和             |                  | JSL1部           |                  |                            |                  |                  |                  |                  |                  |                  |
| 1974             | 藤和             |                  | JSL1部           |                  |                            | -                | -                |                  |                  |                  |                  |
| 1975             | 藤和/フジタ      |                  | JSL1部           |                  |                            | -                | -                |                  |                  |                  |                  |
| 1976             | フジタ           |                  | JSL1部           |                  | 4                          |                  |                  |                  |                  |                  |                  |
| 1977             | フジタ           |                  | JSL1部           | 18               |                            |                  |                  |                  |                  |                  |                  |
| 1978             | フジタ           |                  | JSL1部           | 18               | 4                          |                  |                  |                  |                  |                  |                  |
| 1979             | フジタ           |                  | JSL1部           | 18               |                            |                  |                  |                  |                  |                  |                  |
| 1980             | フジタ           |                  | JSL1部           | 18               | 2                          |                  |                  |                  |                  |                  |                  |
| 1981             | フジタ           |                  | JSL1部           | 18               | 1                          |                  |                  |                  |                  |                  |                  |
| 1982             | フジタ           |                  | JSL1部           | 17               |                            |                  |                  |                  |                  |                  |                  |
| 通算             | 日本             | 日本             | JSL1部           | 178              | 18\|\|\|\|\|\|\|\|\|\|\|\| |                  |                  |                  |                  |                  |                  |
| 総通算           | 総通算           | 総通算           | 総通算           | 178              | 18\|\|\|\|\|\|\|\|\|\|\|\| |                  |                  |                  |                  |                  |                  |

## 代表歴

### 試合数
- 国際Aマッチ 2試合 2得点(1976-1977)

| 日本代表 | 国際Aマッチ | 国際Aマッチ | その他 | その他 | 期間通算 | 期間通算 |
| 年       | 出場        | 得点        | 出場   | 得点   | 出場     | 得点     |
| -------- | ----------- | ----------- | ------ | ------ | -------- | -------- |
| 1976     | 1           | 2           | 0      | 0      | 1        | 2        |
| 1977     | 1           | 0           | 16     | 2      | 17       | 2        |
| 通算     | 2           | 2           | 16     | 2      | 18       | 4        |

### 出場
| No. | 開催日         | 開催都市         | スタジアム | 対戦相手     | 結果 | 監督   | 大会         |
| --- | -------------- | ---------------- | ---------- | ------------ | ---- | ------ | ------------ |
| 1.  | 1976年08月10日 | クアラルンプール |            | インドネシア | ○6-0 | 二宮寛 | ムルデカ大会 |
| 2.  | 1977年06月15日 | ソウル           |            | 韓国         | ●1-2 | 二宮寛 | 日韓定期戦   |

### 得点数
| # | 年月日        | 開催地                       | 対戦国       | スコア | 試合概要     |
| - | ------------- | ---------------------------- | ------------ | ------ | ------------ |
| 1 | 1976年8月10日 | マレーシア、クアラルンプール | インドネシア | 6-0    | ムルデカ大会 |
| 2 | 1976年8月10日 | マレーシア、クアラルンプール | インドネシア | 6-0    | ムルデカ大会 |

## 指導歴
- 1983年 - 1989年 フジタ コーチ
- 1990年 - 1993年 フジタSC/湘南ベルマーレ 監督
- 1994年 - 1995年、1999年 ベルマーレ平塚 監督
- 2001年 - 2002年 YKK コーチ
- 2003年 YKK 監督
- 2006年 - 20xx年 苫小牧駒澤大学 監督

### 監督成績
| 年度    | 所属   | クラブ | リーグ戦 | リーグ戦 | リーグ戦 | リーグ戦 | リーグ戦 | リーグ戦 | カップ戦         | カップ戦 |
| 年度    | 所属   | クラブ | 順位     | 試合     | 勝点     | 勝利     | 引分     | 敗戦     | JSL杯/ナビスコ杯 | 天皇杯   |
| ------- | ------ | ------ | -------- | -------- | -------- | -------- | -------- | -------- | ---------------- | -------- |
| 1990-91 | JSL2部 | フジタ | 3位      | 30       | 70       | 21       | 7        | 2        | 2回戦            | 2回戦    |
| 1991-92 | JSL2部 | フジタ | 優勝     | 30       | 74       | 24       | 2        | 4        | 準々決勝         | 2回戦    |
| 1992    | 旧J1   | フジタ | 3位      | 18       | 31       | 9        | 4        | 5        | -                | 準決勝   |
| 1993    | 旧J1   | フジタ | 優勝     | 18       | -        | 16       | -        | 2        | 予選リーグ       | 1回戦    |
| 1994    | J      | 平塚   | 5位      | 44       | -        | 23       | -        | 21       | 1回戦            | 優勝     |
| 1995    | J      | 平塚   | 11位     | 52       | 65       | 21       | -        | 31       | -                | -        |
| 1999    | J1     | 平塚   | 16位     | 15       | 4        | 1        | 1        | 13       | -                | 3回戦    |
| 2003    | JFL    | YKK    | 6位      | 30       | 50       | 15       | 5        | 10       | -                | 予選敗退 |

- 1999年はセカンドステージのみ（順位はステージ順位）。